# Terra de Milne
A ilha de Terra de Milne (Milne Land) é uma ilha da Gronelândia. É a terceira maior ilha da Gronelândia, atrás apenas da própria Gronelândia e da ilha Disko, e a 140.ª maior do mundo. Seu nome é em homenagem ao almirante David Milne (1763-1845), e foi assim designada pelo explorador britânico William Scoresby que, durante uma viagem em 1822, observou e cartografou com notável precisão 400 milhas da costa oriental gronelandesa.